# Ayersacarus plumapilus
Ayersacarus plumapilus är en spindeldjursart som beskrevs av Hunter 1964. Ayersacarus plumapilus ingår i släktet Ayersacarus och familjen Dermanyssidae. Inga underarter finns listade.